# Ocyphaps lophotes
Австралийската гургулица е вид птица от семейство Гълъбови (Columbidae), единствен представител на род Ocyphaps.

## Разпространение
Видът е разпространен в Австралия.